# Gyrinocheilidae
Gyrinocheilidae är en familj i ordningen karpartade fiskar som bildas av ett enda släkte, Gyrinocheilus, med tre arter som lever i Sydostasien. Det vetenskapliga namnet för släktet, Gyrinocheilus, är sammansatt av de grekiska orden gyrinos (för grodyngel) och cheile (för läpp) och syftar på munnens form. Fiskarna blir upp till 30 centimeter långa.
Svenska namn som används om familjen är algätare, alternativt algfrossare. Namnet algätare används även för arten Gyrinocheilus aymonieri och som generell benämning på vissa andra fiskar som i akvarium brukar hållas för att äta alger men som inte tillhör familjen Gyrinocheilidae, till exempel siamesisk algätare. 
Individer som säljs för akvarium blir vanligen inte större än 10 cm. Som akvariefiskar är de ganska uthärdiga mot temperaturskillnader på 16 till 32 ° C.

Arterna är:
- Gyrinocheilus aymonieri - svensk namn algätare, algfrossare eller kinesisk algätare (handelsnamn), den lever i Mekongfloden och i vattendrag i Thailand fram till Malackahalvön.
- Gyrinocheilus pennocki, finns likaså i Menkong och bifloder.
- Gyrinocheilus pustulosus, är endemisk för västra Borneo.